# استیو جونز (نوازنده)
استفن فیلیپ جونز (انگلیسی: Stephen Philip Jones؛ زاده ۳ سپتامبر ۱۹۵۵) یک گیتاریست انگلیسی است که بیشتر به یکی از اعضای گروه راک سکس پیستولز شناخته می‌شود. پس از جدایی از سکس پیستولز، او با هم‌گروه سابق پل کوک، پروفسیونالس را تشکیل داد. او دو آلبوم انفرادی منتشر کرده‌است و با جانی تاندر، ایگی پاپ، باب دیلن و تین لیزی کار کرده‌است. در سال ۱۹۹۵، او سوپرگروه کوتاه مدت Neurotic Outsiders را با اعضای Guns N' Roses و Duran Duran تشکیل داد. جونز در فهرست ۲۰۱۵ رولینگ استون از ۱۰۰ بزرگ‌ترین گیتاریست تمام دوران در رتبه ۹۷ قرار گرفت.
او در فیلم خانم‌ها و آقایان، لکه‌های شگفت‌انگیز و مشکل سگ بازی کرده‌است.